# Jana Dukátová
Jana Dukátová (* 13. Juni 1983 in Bratislava, Tschechoslowakei) ist eine ehemalige slowakische Kanutin.

## Leben
Jana Dukátová kam im Alter von 11 Jahren zum Kanu-Sport. Im Alter von 14 Jahren entschied sie sich für den Kanu-Slalom, in dem sie ihre sportlichen Erfolge erzielen konnte. Nach ersten Erfolgen im Juniorinnen-Bereich Anfang der 2000er folgten ab 2005 diverse Titel im Senioren-Bereich. Auch wenn Dukátová den Großteil ihrer Erfolge im Kajak-Einer (sowohl im Team als auch im Einzel) feierte, holte sie auch im Canadier Medaillen. Als dieses Boot bei den Frauen im Jahr 2010 in das Programm der Weltmeisterschaften aufgenommen wurde, holte sie bei den Titelkämpfen in Tacen den Titel vor der Australierin Leanne Guinea und der späteren mehrfachen Weltmeisterin Jessica Fox.
Bei Weltmeisterschaften konnte Dukátová insgesamt 9 Medaillen sammeln, davon 3 Goldene. Bei Europameisterschaften holte die Slowakin sogar 14 Medaillen, wobei ihr bei ihrer Heim-Europameisterschaft 2010 sogar das Kunststück gelang, einen kompletten Medaillen-Satz zu holen, wobei sie im Canadier und Kajak auf dem Podest landete.
2008 scheiterte Dukátová bei der internen Qualifikation für die Olympischen Sommerspiele in Peking an Elena Kaliská, die dort ihren Titel im Kajak-Einzel verteidigen konnte. Vier Jahre später jedoch gewann Dukátová die Vorauswahl und qualifizierte sich für die Spiele 2012 in London. Im Kajak-Einzel erreichte sie jedoch nicht das Podium und landete auf Platz 6. Bei den Olympischen Sommerspielen 2016 in Rio war es sogar noch knapper: Hinter Maialen Chourraut, Luuka Jones und Jessica Fox landete sie auf Platz 4 und verpasste somit die Medaillen.
Die Kanuslalom-Weltmeisterschaften 2021 in ihrer Heimatstadt Bratislava wurden zu einem großen Umbruch für den slowakischen Kanu-Sport. Neben Dukátová beendeten auch Peter und Pavol Hochschorner, Elena Kaliská sowie Ladislav und Peter Škantár ihre Karriere. Sie alle hatten den Kanu-Sport jahrelang geprägt.
Dukátová hat neben ihrer Karriere an der Comenius-Universität Bratislava studiert und kann als Abschluss einen Master in Philosophie nachweisen.